# Nové Hraběcí

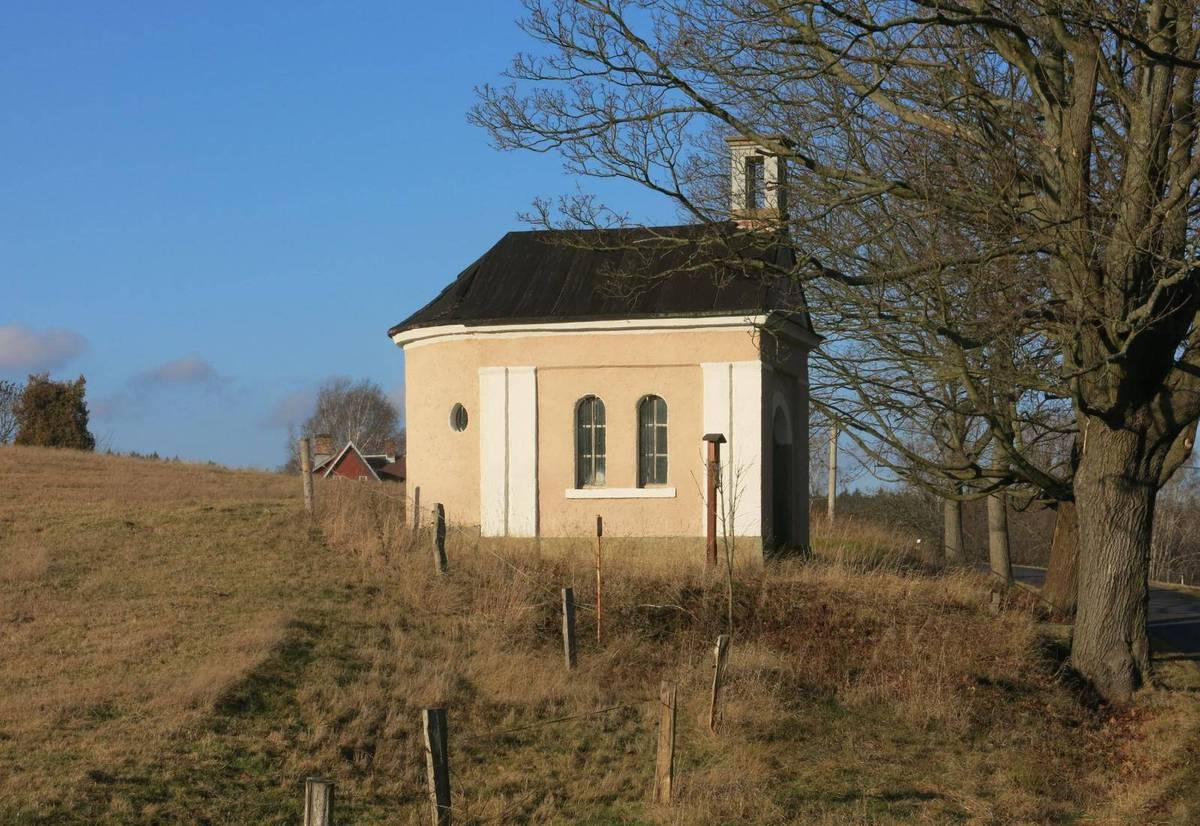
Kapelle Mariä Himmelfahrt in Nové Hraběcí

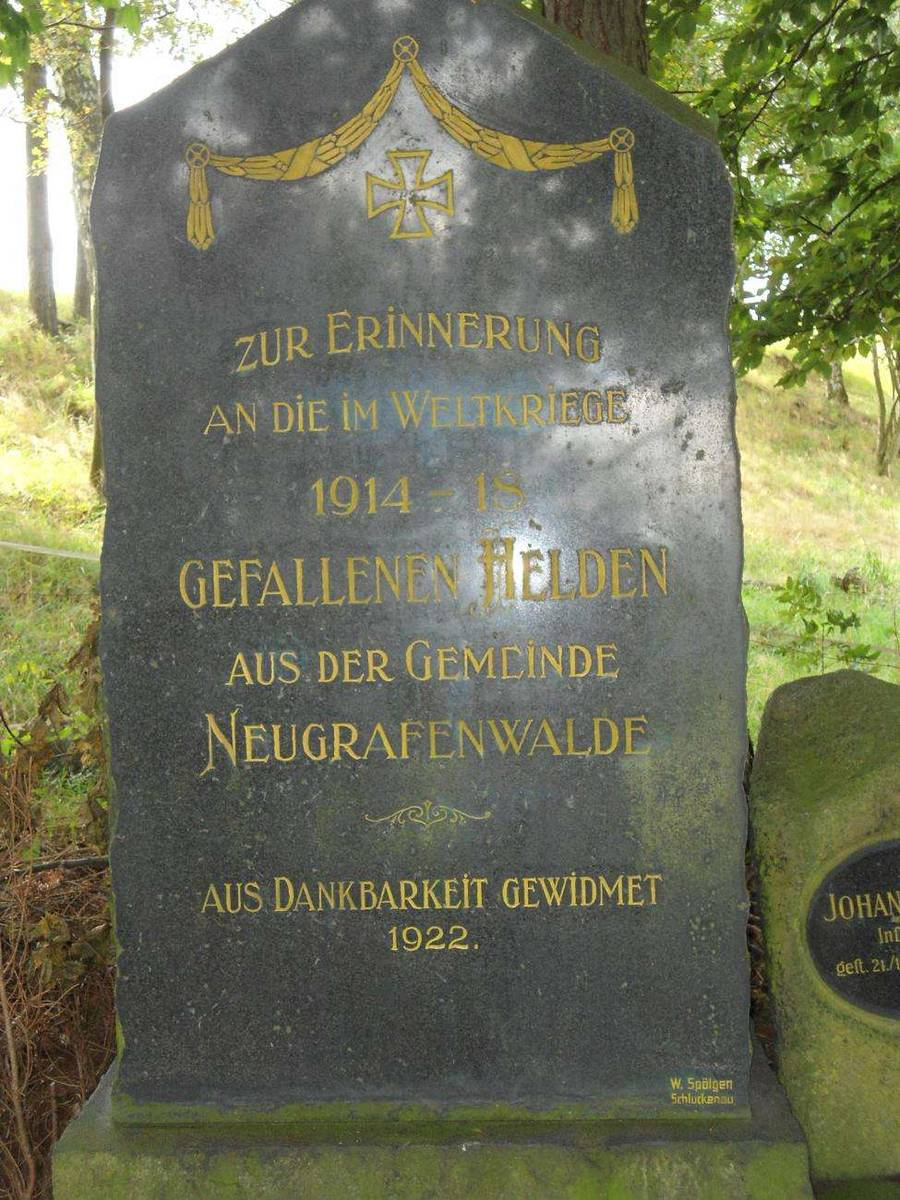
Kriegerdenkmal Neugrafenwalde von 1922

Nové Hraběcí (deutsch Neugrafenwalde, im Volksmund auch Heebusch) ist ein Ortsteil der Stadt Šluknov (deutsch Schluckenau) im Okres Děčín in Tschechien. 

## Geographische Lage
Der Ortsteil liegt in Nordböhmen im Böhmischen Niederland, etwa zwei Kilometer nordwestlich von Šluknov. 

## Geschichte
1730 wurde der Ort erstmals urkundlich erwähnt. Das Dorf, das zunächst Grafenwalde hieß, entstand durch Abtrennung vom Gut Kaiserswalde des Grafen Harrach. Auf neuerworbenen Grundstücken wurden neue Häuser errichtet. 1847 erfolgte die Aufteilung in Alt- und Neugrafenwalde.
Im Jahr 1893 kam es zu einem Brand, bei dem die meisten Wirtschaftsgebäude von Neugrafenwalde niederbrannten. 
Ab 1938/39 war Neurafenwalde eine selbstständige politische Gemeinde und lag im Reichsgau Sudetenland, Landkreis Schluckenau, Regierungsbezirk Aussig. Hier lebten im Jahre 1940 448 Einwohner. Nach Ende des Zweiten Weltkrieges mussten die meisten deutschsprachigen Bewohner des Ortes diesen zwangsweise räumen und die Tschechoslowakei verlassen.

## Sehenswürdigkeiten
- Kapelle Mariä Himmelfahrt
- Denkmal für die Opfer des Ersten Weltkriegs von 1922